# Belladonna (boek)
Belladonna is een jeugdboek uit 2006 van de Nederlandse schrijfster Annejoke Smids.

## Verhaal
Het verhaal speelt in de 18e eeuw in Venetië. Hoofdpersonage in het verhaal is Marietta, die wegloopt van huis. Ze gaat in Venetië werken als keukenhulpje. Bij het koken komt haar kennis van planten en kruiden goed van pas, maar ze kan er ook geneeskrachtige drankjes mee maken. Dat brengt haar in de problemen en zelfs, als gifmengster, in de gevangenis. Haar grote liefde, een jonge gondelier, brengt redding.